# Flor María Palomeque
Flor María Palomeque (6 de agosto de 1979) é uma atriz, dançarina e modelo equatoriana. Ela é mais conhecida por seu trabalho com David Reinoso, parodiando personalidades e personagens da televisão e da mídia, mais notavelmente La Mofle, um personagem de La pareja feliz. Ela é casada com o ator Roberto Chávez e tem três filhos.

## Biografia
Flor María Palomeque nasceu em 6 de agosto de 1979 em Guayaquil, Equador, a caçula de cinco irmãos. Ela seria criada e completaria seus estudos lá. Em 1996, começou a sua carreira como modelo e bailarina, aparecendo no programa A todo dar da TC Televisión por um período de dez meses, quando tinha apenas 17 anos, sendo conhecida pela sua atuação em La mosca. Mais tarde, em 1996, ela apareceu no programa de comédia Ni en Vivo and Directo com David Reinoso, Jorge Toledo Orbe e Galo Recalde por seu período de cinco anos. Ela e grande parte do elenco de Ni en Vivo e Directo, notadamente Reinoso, juntaram-se à Ecuavisa para um novo programa, Vivos, que duraria sete anos.
Em 2008, Palomeque e o elenco de Viovs ingressaram na Teleamazonas, tornando-se protagonistas de La pareja feliz, La Mofle, para a temporada de quatro temporadas do show.
Em 2010, ela apareceu na sequência de El Cholito, que apareceu originalmente em Mostro de Amor. Palomeque também atuou na comédia de 2011-12 La Tremebunda Corte, uma paródia de La Tremenda Corte, de Leopoldo Fernández. No ano seguinte, ela se tornou a apresentadora do programa de entrevistas cômicas No culpes a la Mofle, no papel do titular La Mofle.